# Ulica Pawła Kołodzieja w Katowicach
Ulica Pawła Kołodzieja w Katowicach – ulica w Katowicach, położona w południowo-wschodniej części miasta, w granicach dzielnicy Murcki.
Ulica ta rozwijała się w rejonie kopalni „Emanuelssegen” (późniejsza Kopalnia Węgla Kamiennego „Murcki”), mającej swoje początki w XVIII wieku, a także stanowiła fragment historycznej drogi do Tychów. Wzdłuż ulicy znajduje się przede wszystkim zabytkowa i historyczna zabudowa z końca XIX wieku, w tym zabytkowy gmach domu noclegowego z 1888 roku, będący siedzibą filii Miejskiego Domu Kultury „Południe” w Katowicach, a także zespół pięciu dwupiętrowych domów z lat 70. XIX wieku.
Ulica P. Kołodzieja stanowi jedną z ważniejszych tras w południowej części miasta, krzyżując się na węźle z ulicą Bielską, która jest fragmentem drogi krajowej nr 86. Sama zaś ulica P. Kołodzieja w kierunku wschodnim prowadzi do miasta Mysłowice, a na zachód dalej wzdłuż ulicy Szarych Szeregów do Kostuchny bądź wzdłuż ulicy Tartacznej do Ochojca.
Patronem ulicy jest Paweł Kołodziej – urodzony w Murckach powstaniec śląski i działacz społeczny.

## Przebieg

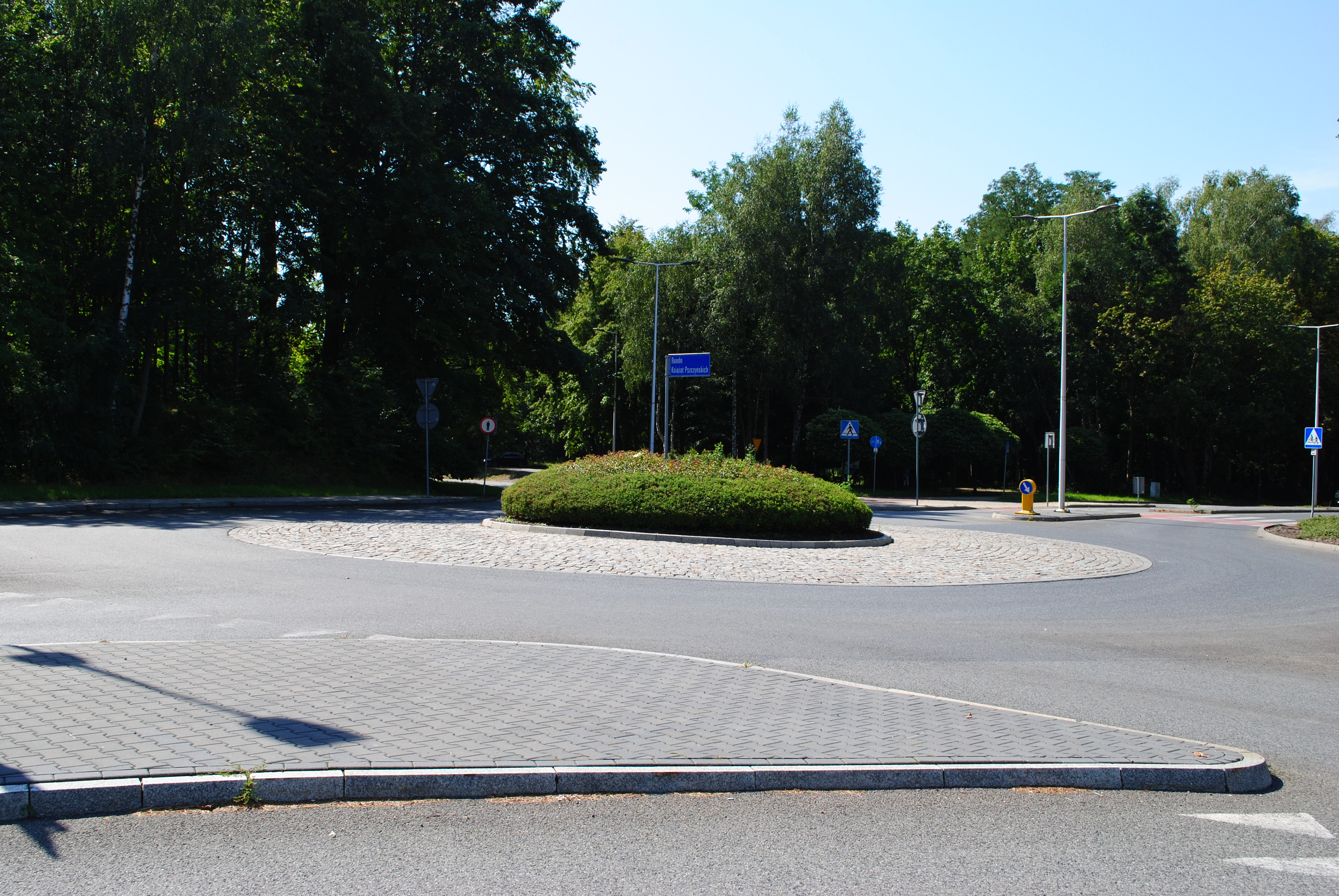
Rondo Książąt Pszczyńskich na skrzyżowaniu ulic P. Kołodzieja i Bielskiej (widok od północy)

Ulica P. Kołodzieja przebiega przez teren katowickiej dzielnicy Murcki na całej swojej długości.
Numeracja budynków wzdłuż drogi rośnie od strony wschodniej w kierunku zachodnim. Tam też droga graniczy z miastem Mysłowice, a jej kontynuacją jest ulica 3 Maja na terenie dzielnicy Wesoła. Ulica P. Kołodzieja kieruje się w kierunku zbliżonym do południowo-zachodniego, biegnąc przez tereny Lasów Murckowskich i krzyżując się po drodze z kilkoma drogami leśnymi. Na wysokości Dolinki Murckowskiej ulica zatacza łuk, biegnąc nad ulicą Bielską w ciągu drogi krajowej nr 86 po wiadukcie dwoma pasami ruchu w obydwu kierunkach, tworząc z tą ulicą węzeł drogowy. Za wiaduktem ulica P. Kołodzieja krzyżuje się na rondzie Książąt Pszczyńskich z ulicą Bielską – z jej drugim przebiegiem w terenie zurbanizowanym Murcek oraz jej łącznikiem z jezdnią główną.
Dalej ulica P. Kołodzieja biegnie w kierunku południowo-zachodnim, gdzie na wysokości Starego Tartaku skręca ostrym łukiem na północny zachód i po przekroczeniu rowu Murckowskiego krzyżuje się z ulicami Szarych Szeregów (na lewo; w stronę Kostuchny) i Tartaczną (na prawo; w stronę Piotrowic-Ochojca), kończąc swój bieg. Ulica P. Kołodzieja od węzła z ulicą Bielską do końca swojej trasy z lewej strony omija park Murckowski i krzyżuje się z ulicą Leśników, a po prawej stronie mija zabudowaną część Murcek i krzyżuje się z ulicami Wolności i A. Sokołowskiego.

## Charakterystyka

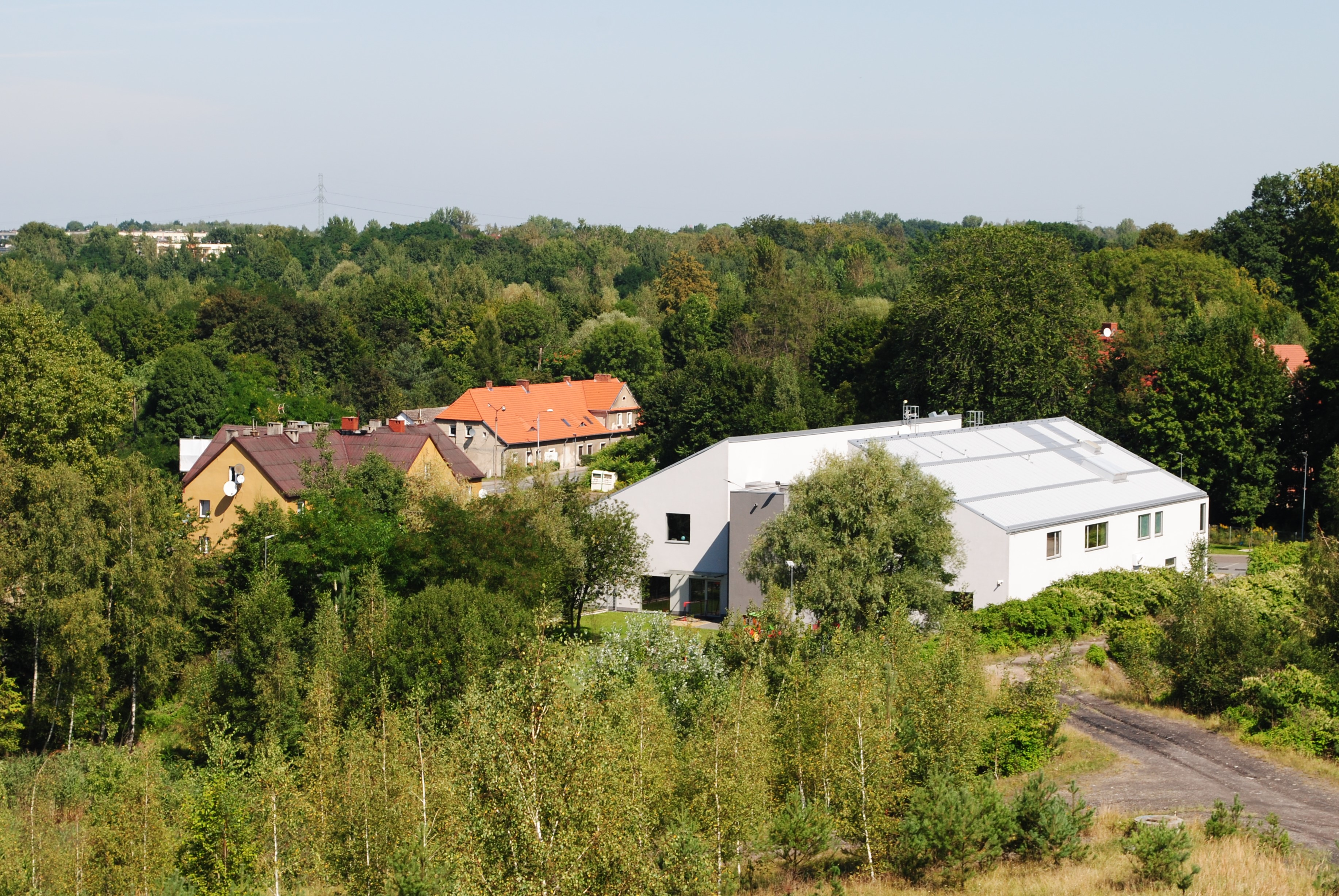
Fragment osady Stary Tartak w zachodniej części ulicy P. Kołodzieja

Ulica P. Kołodzieja to droga powiatowa nr 6454S o klasie drogi zbiorczej (Z). Długość ulicy wynosi około 3 150 m, a średnia szerokość jezdni drogi wynosi 7 m. Posiada ona nawierzchnię bitumiczną. W systemie TERYT ulica P. Kołodzieja widnieje pod numerem 09011, a kod pocztowy dla adresów wzdłuż niej to 40-749. Jest ona w administracji Miejskiego Zarządu Ulic i Mostów w Katowicach.
Na ulicy P. Kołodzieja przy przejściu dla pieszych obok skrzyżowania z ulicą Wolności funkcjonuje dwuwlotowa sygnalizacja świetlna akomodacyjna.
Ciąg ulic Szarych Szeregów – P. Kołodzieja jest jednym z ważniejszych ciągów drogowych miasta Katowice, który w relacjach pozamiejskich łączy on z Mysłowicami oraz Mikołowem. Według badań natężenia ruchu przeprowadzonych we wrześniu 2007 roku średnio w ciągu godziny szczytu popołudniowego przez ulicę P. Kołodzieja poruszało się wówczas 338 pojazdów, z czego 91,4% z nich to były pojazdy osobowe, a 6,5% to były pojazdy dostawcze.

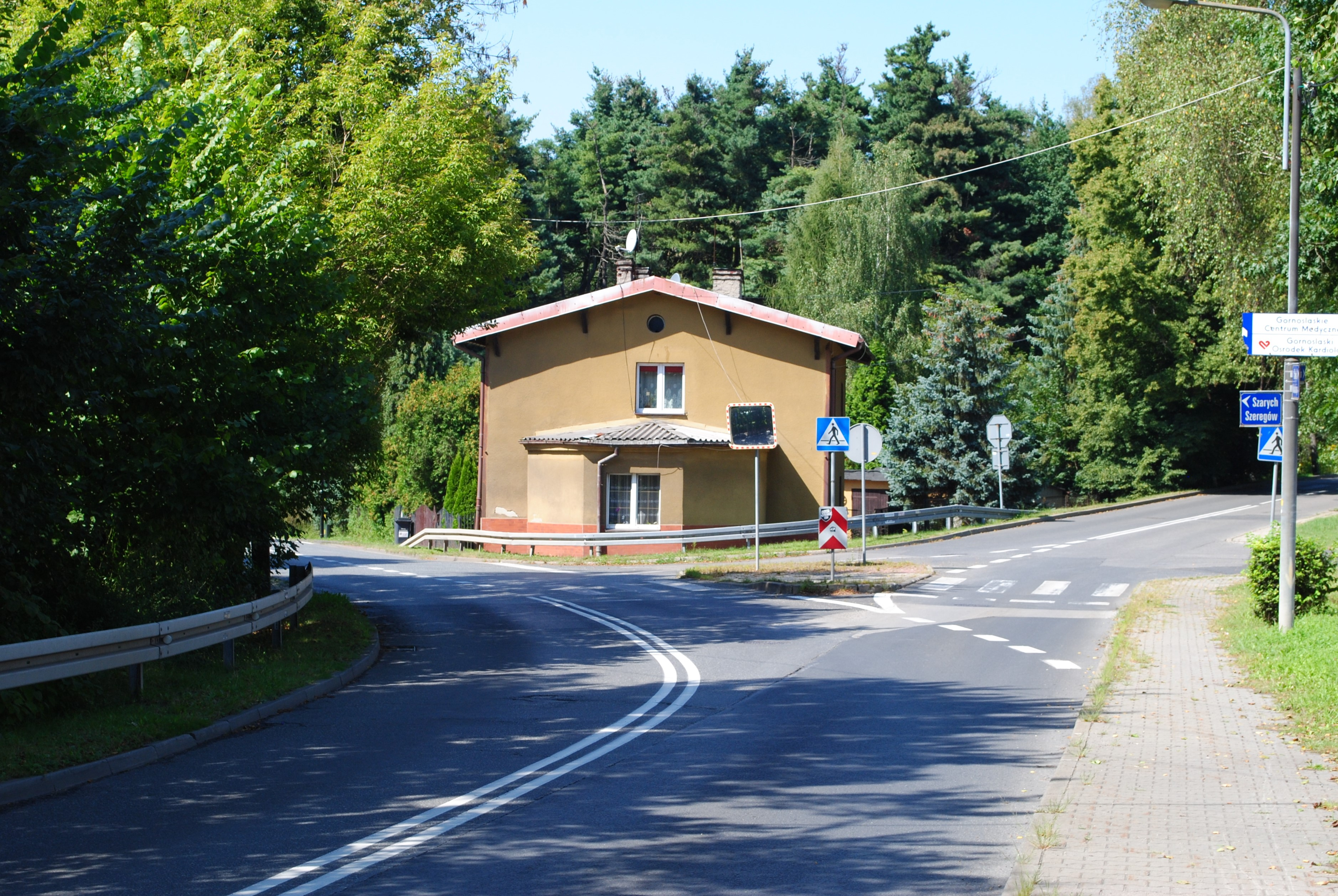
Skrzyżowanie ulic P. Kołodzieja, Szarych Szeregów (w lewo) i Tartacznej (w prawo)

Ulicą kursują autobusy miejskiego transportu zbiorowego Zarządu Transportu Metropolitalnego (ZTM) na całej swojej długości. Przy ulicy znajdują się dwa przystanki: Murcki wiadukt nż. i Murcki Kołodzieja. Na tym drugim zatrzymują się autobusy łączące tę część Katowic z Piotrowicami-Ochojcem, Zarzeczem i Podlesiem.
Ulicę P. Kołodzieja przecinają cztery szlaki turystyczne: niebieski Katowicki Szlak Spacerowy (24 km; na wysokości ulicy L. Solskiego), czerwony Szlak im. Mariana Kantora-Mirskiego (w Lasach Murckowskich na wschód od ulicy L. Solskiego; 20,6 km), czarny Szlak Dolinki Murckowskiej (także w Lasach Murckowskich na wschód od ulicy L. Solskiego; 6,8 km) i niebieski Szlak Hołdunowski (przy granicy Katowic i Mysłowic; 27,3 km). Dodatkowo ulicę P. Kołodzieja na skrzyżowaniu z ulicą Bielską przecina czarny szlak rowerowy nr 101, a przy granicy Katowic i Mysłowic zielony szlak rowerowy nr 121.
W pobliżu ulicy P. Kołodzieja, po jej wschodniej stronie znajduje się zaadaptowany fragment zieleni wraz ze stawami przy potoku Przyrwa – Dolinka Murckowska. W środkowym biegu ulicy, po północnej stronie ulicy znajduje się zespół zabytkowych domów mieszkalnych z lat 80. XX wieku. Naprzeciwko znajduje się fragment Lasów Murckowskich zaadaptowanych na obszar parkowy – park Murckowski, natomiast dalej na południe znajduje się fragment rezerwatu przyrody „Las Murckowski”.
W zachodniej części ulicy P. Kołodzieja znajduje się niewielki zespół zabudowy tworzący kompleks dawnej kopalni „Murcki”, sąsiadujący od strony północnej z piętrowym domem mieszkalnym dla pracowników kopalni (ul. P. Kołodzieja 83). W sąsiedztwie tej zabudowy znajduje się hałda Murckowska o powierzchni około 23 ha. Pomiędzy zabudową zlikwidowanej kopalni „Murcki” a kompleksem dawnego tartaku przy ulicy Tartacznej znajduje się niewielka grupa domów mieszkalnych w ogrodach. Tworzy ona rejon osady Stary Tartak. Przy ulicy P. Kołodzieja w rejonie skrzyżowania z ulicą Szarych Szeregów położony jest jeden z dwóch murckowskich cmentarzy komunalnych o powierzchni 1,23 ha. Jest on w zarządzie spółki Katowickie Cmentarze Komunalne.

## Historia

### Przed 1945 rokiem

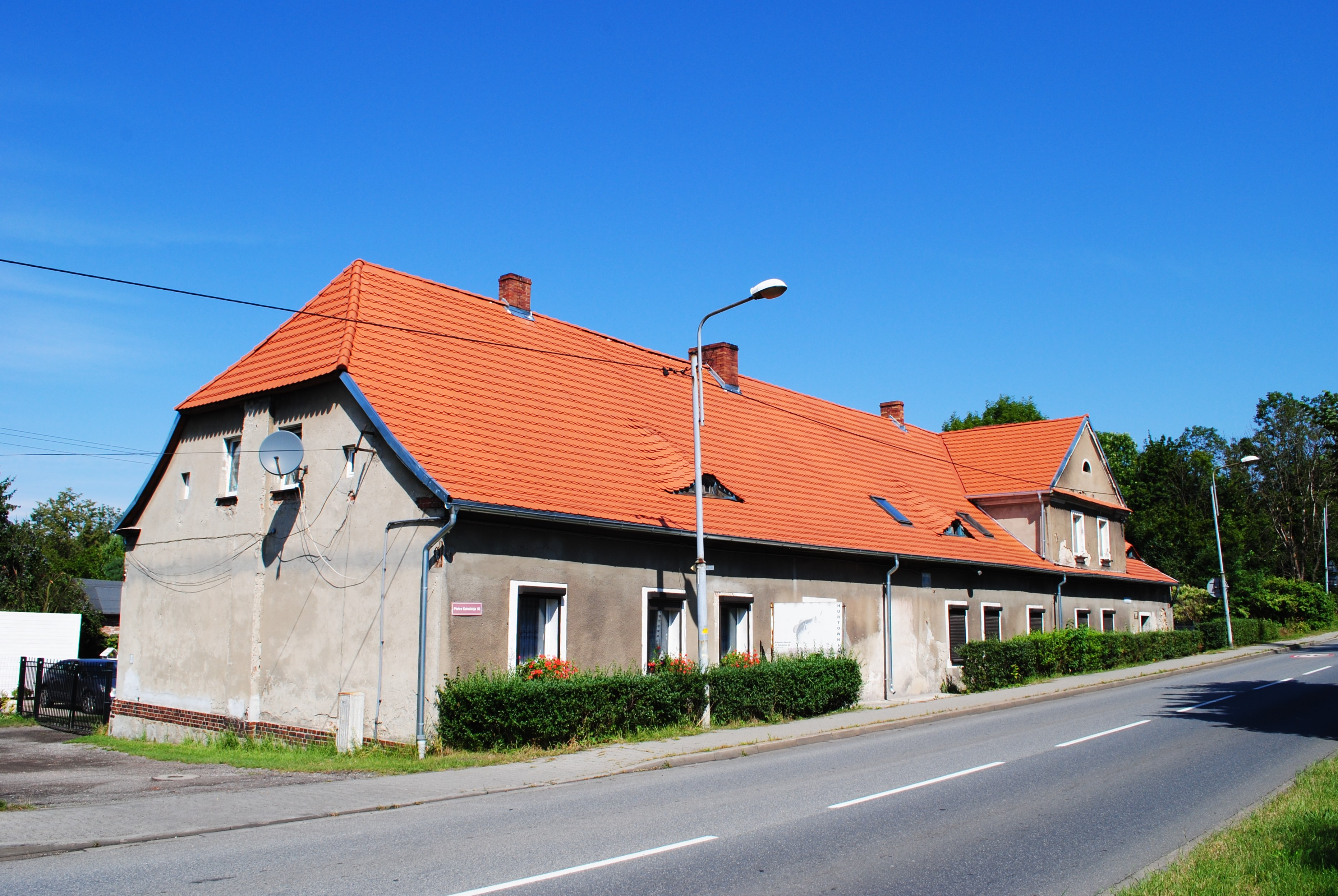
Dom przy ulicy P. Kołodzieja 80

Ulica przebiega przez teren Murcek, które zaczęły się kształtować w drugiej połowie XIX wieku wokół kopalni węgla kamiennego „Emanuelssegen” (późniejsze „Murcki”). Sama natomiast kopalnia rozpoczęła wydobycie zgodnie z pruskim prawem w 1769 roku.
Na mapie z 1802 roku w okolicy kopalni „Emanuelssegen” zaznaczono trzy budynki. Jeden z nich, opisany jako Dom Sztygara (niem. Steiger Haus), został zaznaczony w miejscu budynku przy ulicy P. Kołodzieja 80, a naprzeciw niego znajdował się nieduży zbiornik wodny. Z planu sytuacyjnego z 1848 roku wynika, że centralne miejsce osady górniczej mieściło się w rejonie późniejszego skrzyżowania ulic Leśników i P. Kołodzieja. Zaznaczono tam łącznie osiem budynków.
W 1846 roku w Murckach otwarto tartak, a w 1852 roku powstała bocznica kolejowa do kopalni „Emanuelssegen”, która ciągnęła się z Ligoty. Pozwoliło to na wysyłkę węgla do odległych odbiorców, co miało wpływ w na zwiększenie wydobycia w kopalni. W 1854 roku w miejscu późniejszego ronda na skrzyżowaniu ulic P. Kołodzieja i Bielskiej powstał budynek książęcej gospody należącej, podobnie jak kopalnie „Emanuelssegen”, do księcia pszczyńskiego. Po II wojnie światowej budynek przeznaczono na prewentorium dziecięce.
W 1863 roku oddano do użytku prywatną brukowaną drogę łączącą Murcki z Kobiórem przez Tychy. Biegła ona dzisiejszymi ulicami Leśników, P. Kołodzieja i Bielską, a wybudowano ją na koszt księcia pszczyńskiego przy pomocy subwencji rządowej. W tym czasie na drogach do Murcek znajdowały się trzy budynki służące do pobierania myta, w tym jeden przy późniejszej ulicy P. Kołodzieja.
Na mapie księstwa pszczyńskiego z lat 1863–1867 została zaznaczona Col. Emanuelssegen (Murcki), w tym droga dojazdowa (późniejsza ulica P. Kołodzieja), przy której zaznaczono siedzibę nadleśnictwa Lasów Pszczyńskich. W związku we wzrostem zatrudnienia w kopalni „Emanuelssegen”, w latach 1870–1872 przy późniejszej ulicy P. Kołodzieja po jej północnej stronie wzniesiono pięć domów urzędniczych.

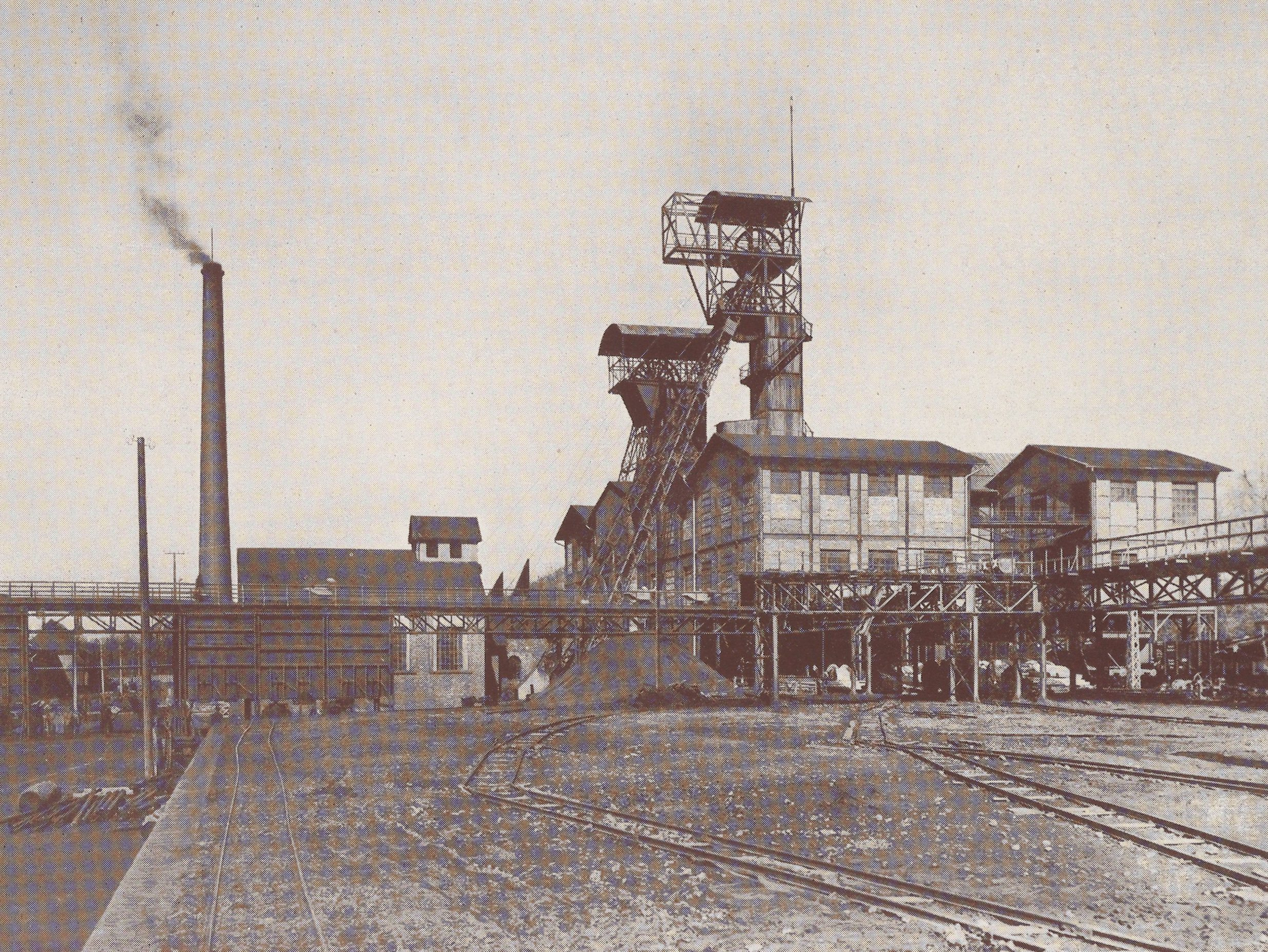
Kopalnia „Emanuel” (późniejsza kopalnia „Murcki”) w 1930 roku – szyby „Maria I” i „Maria II”

Droga w ciągu późniejszej ulicy P. Kołodzieja na mapie z 1883 roku zaznaczona została na odcinku od ulicy Wolności do skrzyżowana ulic Tartacznej i Szarych Szeregów. Istniała wówczas zabudowa po północnej stronie drogi we wschodniej części ulicy, a także w rejonie kopalni „Emanuelssegen”, a ulicę przecinała dodatkowo biegnąca południkowo bocznica kolejowa do kopalni. Na północ od szybu „Hans Heinrich” zaznaczono tartak oraz nieliczną zabudowę z domem przy późniejszej ulicy P. Kołodzieja 80. Droga w kierunku Wesołej prowadzona była natomiast wzdłuż późniejszej ulicy L. Solskiego i dalej współczesnym przebiegiem ulicy P. Kołodzieja.
W 1888 roku przy późniejszej ulicy P. Kołodzieja 42 oddano do użytku dom noclegowy z miejscami dla stu górników, którzy pochodzili głównie z terenów Galicji.
Na przełomie XIX i XX wieku nastąpił szybki rozwój Murcek (w tym zabudowy rejonu Starego Tartaku) w związku z rozwojem kopalni „Emanuelssegen”. W latach 1902–1908 roku kopalnię zmodernizowano. Powstały wówczas nowe szyby – „Maria I” i „Maria II”, a obok nich wybudowano nowoczesną sortownię, kuźnię, kotłownię, bocznicę kolejową i łaźnię dla pracowników. Na mapie górniczej z 1902 roku został naniesiony znajdujący się przy późniejszej ulicy P. Kołodzieja dom noclegowy (ul. P. Kołodzieja 42), a także niezachowane obiekty – siedziba urzędu oraz budynek nadleśnictwa. W 1919 roku na północny wschód od kopalni „Emanuelssegen” powstało zakładowe ogrodnictwo, w którym na powierzchni 1,5 ha uprawiono nowalijki, warzywa i kwiaty ozdobne.
Przed 1922 rokiem droga nosiła nazwę Tichauerstrasse, a w latach 1922–1939 ulica nosiła nazwę ulica Tychowska. W 1922 roku oddano do użytku cmentarz przy drodze w kierunku Kostuchny, a w latach 1937–1939 zbudowano nową drogę przez wzgórze Wandy, przez co od tej pory późniejsza ulica P. Kołodzieja wraz z ulicą Leśników przestała być jedyną trasą w kierunku Tychów.

### Lata powojenne

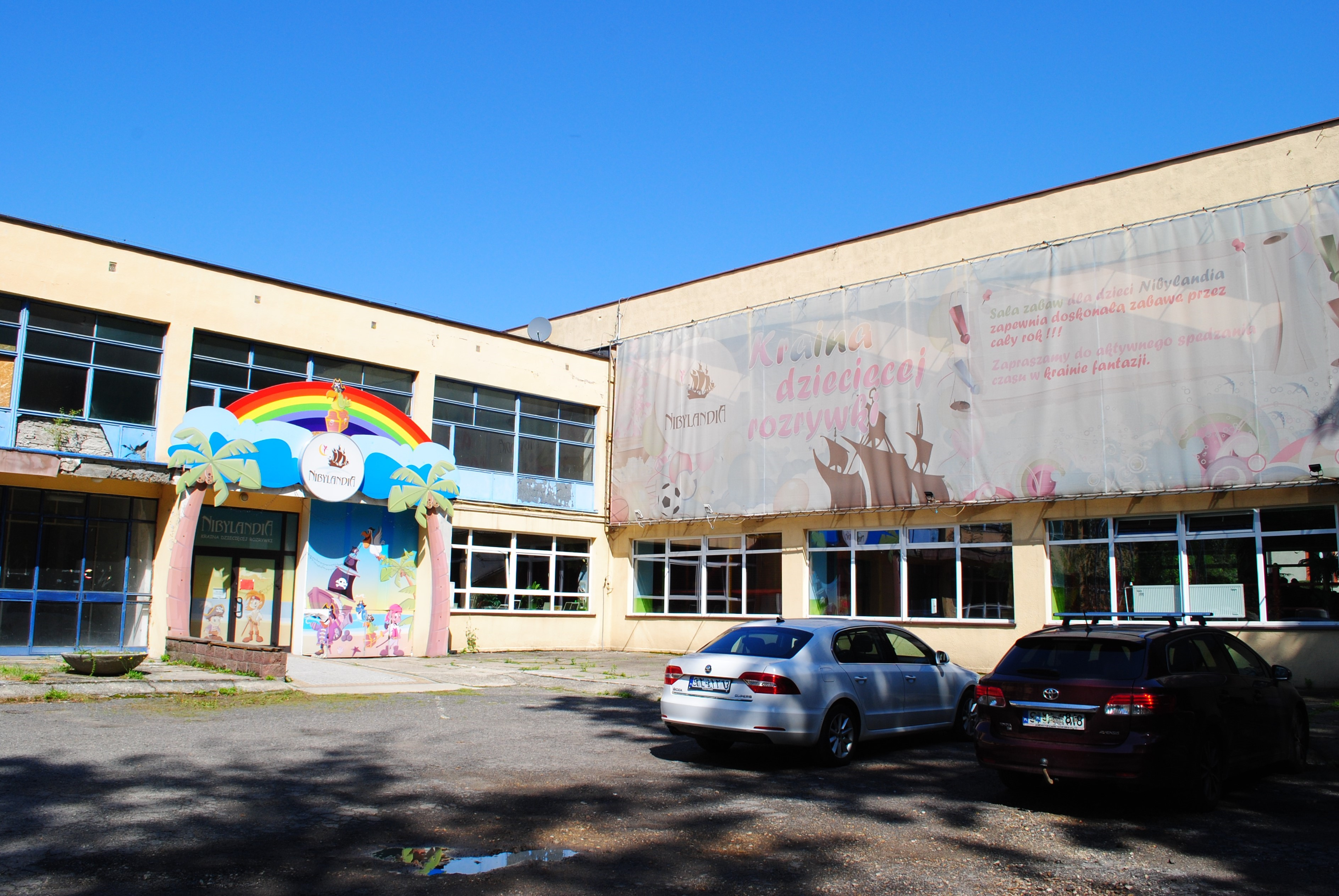
Oddany do użytku w 1977 roku budynek Ośrodka Szkoleniowo-Kulturalnego przy ul. P. Kołodzieja 44

W 1945 roku zachodniemu fragmentowi ulicy na wysokości Starego Tartaku nadano nazwę ulica Pawła Kołodzieja, a na wysokości późniejszego parku Murckowskiego droga od 1948 roku nosiła nazwę ulicy Ludwika Waryńskiego. Na mapie z lat 1958–1961 zaznaczona została ulica P. Kołodzieja na odcinku pomiędzy ulicami Bielską (zurbanizowany fragment) a późniejszą ulicą Szarych Szeregów, a droga do Wesołej dalej poprowadzona była wzdłuż późniejszej ulicy P. Solskiego. Klub Górniczy przy kopalni „Murcki”, powstały w 1958 roku, funkcjonował w budynku konsumu w Murckach do 1968 roku, kiedy to został przeniesiony do budynku domu noclegowego przy ulicy P. Kołodzieja 42.
W 1975 roku Murcki zostały włączone do Katowic, a rok później cała droga miała już jednolitą nazwę – ulica Pawła Kołodzieja. Paweł Kołodziej był żyjącym w latach 1903–1944 powstańcem śląskim i działaczem społecznym.
1 stycznia 1976 roku połączono kopalnie „Murcki” i „Boże Dary” w jeden zakład – Kopalnia Węgla Kamiennego „Murcki”, a rok później powstał nowy węzeł komunikacyjny w ciągu ulicy Bielskiej. Wraz z budową obwodnicy Murcek wyburzono m.in. budynek prewentorium przy ulicy Bielskiej 1. W tym samym roku ukończono budowę budynku Ośrodka Szkoleniowo-Kulturalnego przy ulicy P. Kołodzieja 44, który posiadał salę konferencyjną na 400 miejsc, izbę pamięci kopalni oraz bibliotekę. W nim został założony Zakładowy Dom Kultury KWK „Murcki”.
W 1982 roku zlikwidowano szyby „Maria I” i „Maria II” kopalni „Murcki”, a w 1992 roku zamknięto położoną przy nich stację towarową Katowice Murcki Towarowe. W 1999 roku stacja ta została zlikwidowana.

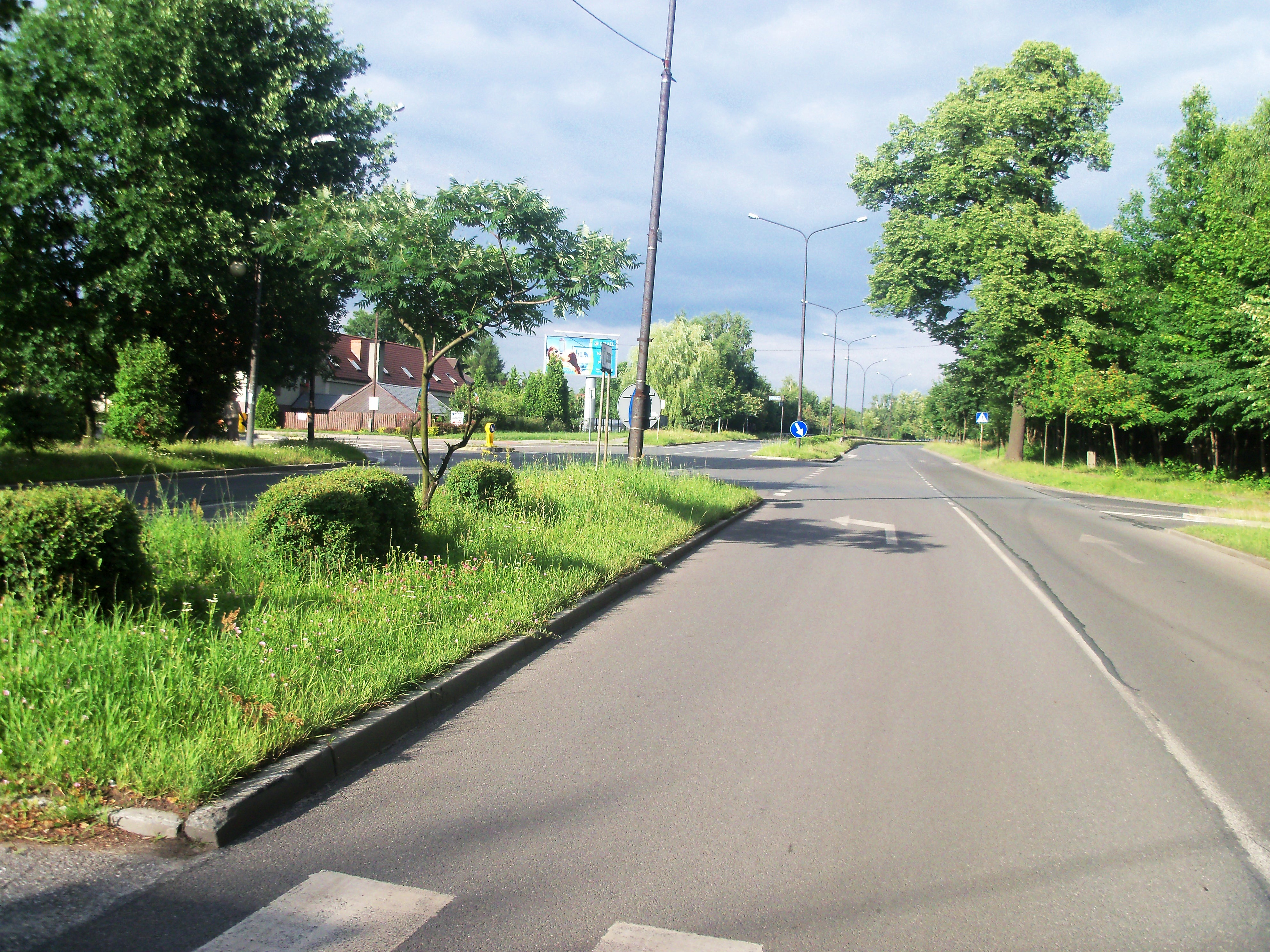
Skrzyżowanie ulic P. Kołodzieja i Bielskiej przed budową ronda (2011)

W 1993 roku Zakładowy Dom Kultury KWK „Murcki” został zlikwidowany, a obiekt przy ulicy P. Kołodzieja 44 został wynajęty przez II Prywatne Liceum Ogólnokształcące w Katowicach, które funkcjonowało w tym miejscu do 2007 roku. W latach 2003–2009 działała w tym samym budynku Wyższa Szkoła Humanistyczna w Katowicach. We wrześniu 2000 roku władze miasta Katowice zadecydowały o włączeniu budynku przy ulicy P. Kołodzieja 42 do nowopowstałego Miejskiego Domu Kultury „Południe” w Katowicach jako Filia nr 2. Gmach ten po remoncie oddano do użytku 17 grudnia 2001 roku.
W 2010 roku przy przejściu dla pieszych w rejonie skrzyżowania z ulicą Wolności została zainstalowana sygnalizacja świetlna, a jeszcze w tym samym roku, 27 września obszarowi położonemu w rejonie ulic Bielskiej i P. Kołodzieja nadano nazwę park Murckowski.
Na skrzyżowaniu ulic P. Kołodzieja i Bielskiej (zachodnia część) od czerwca do sierpnia 2016 roku trwała budowa ronda, a w ramach tej inwestycji także zmodernizowano kanalizację deszczową, zamontowano nowe oświetlenie i wymieniono chodniki. Na rondzie zostały ponadto wytyczone przejazdy dla rowerzystów. Rok później, 27 kwietnia 2017 roku Rada Miasta Katowice uchwałą nadała nowemu skrzyżowaniu nazwę rondo Książąt Pszczyńskich. Radni z Rady Jednostki Pomocniczej nr 18 Murcki zaproponowali pierwotnie nazwę rondo Żubrów Murckowskich, a zmieniona nazwa została później przez radę zaakceptowana. W latach 2019–2020 trwał remont wiaduktu nad ulicą Bielską (DK86) w ciągu ulicy P. Kołodzieja.
27 sierpnia 2021 roku do rejestru zabytków nieruchomych województwa śląskiego została wpisana zabudowa zespołu osiedla Murcki, w tym m.in. budynki przy ulicy P. Kołodzieja 18/20, 22/24, 26/28, 30/32, 34/46 i 42.

## Obiekty zabytkowe historyczne

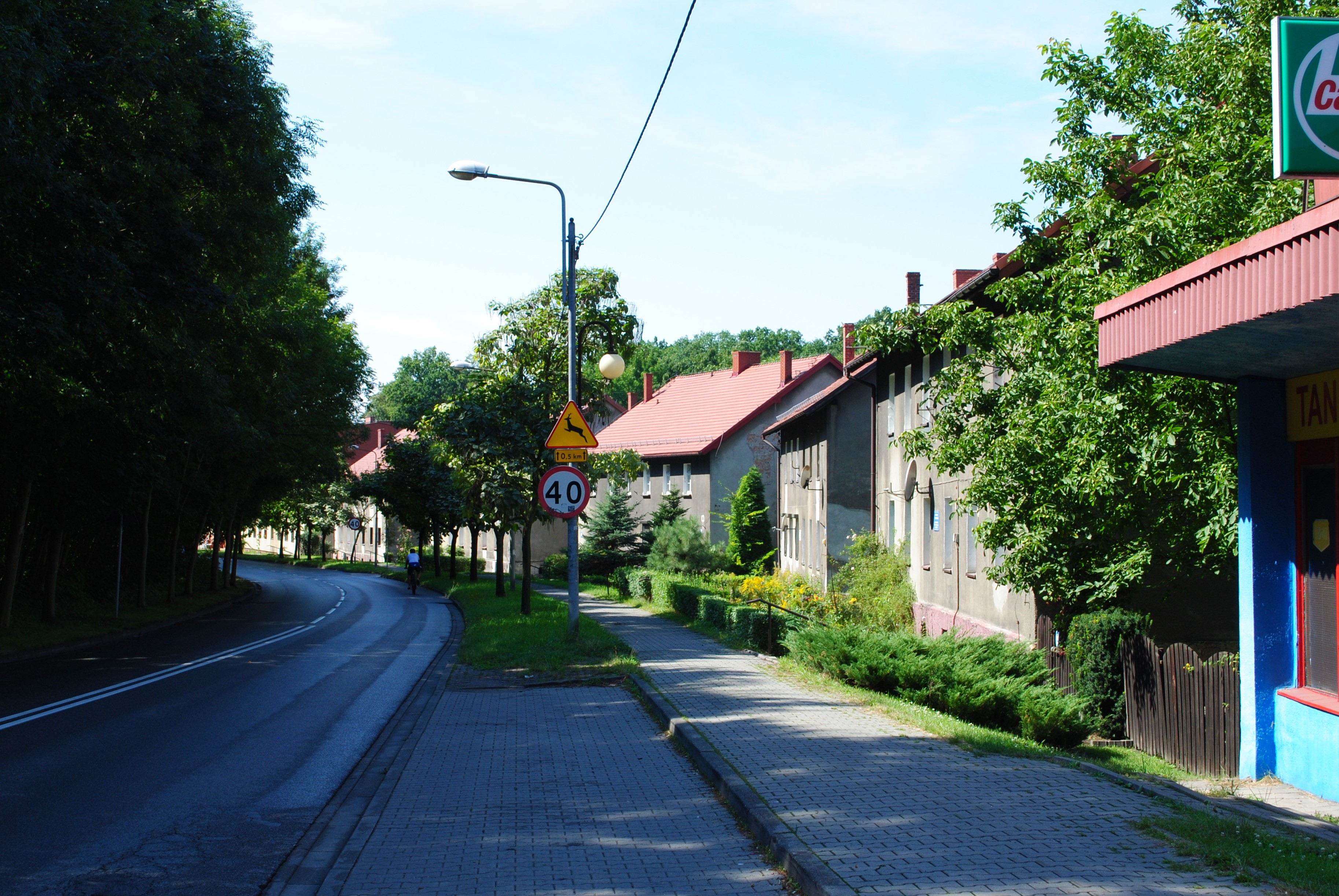
Zabytkowe domy bliźniacze przy ulicy P. Kołodzieja 18–36

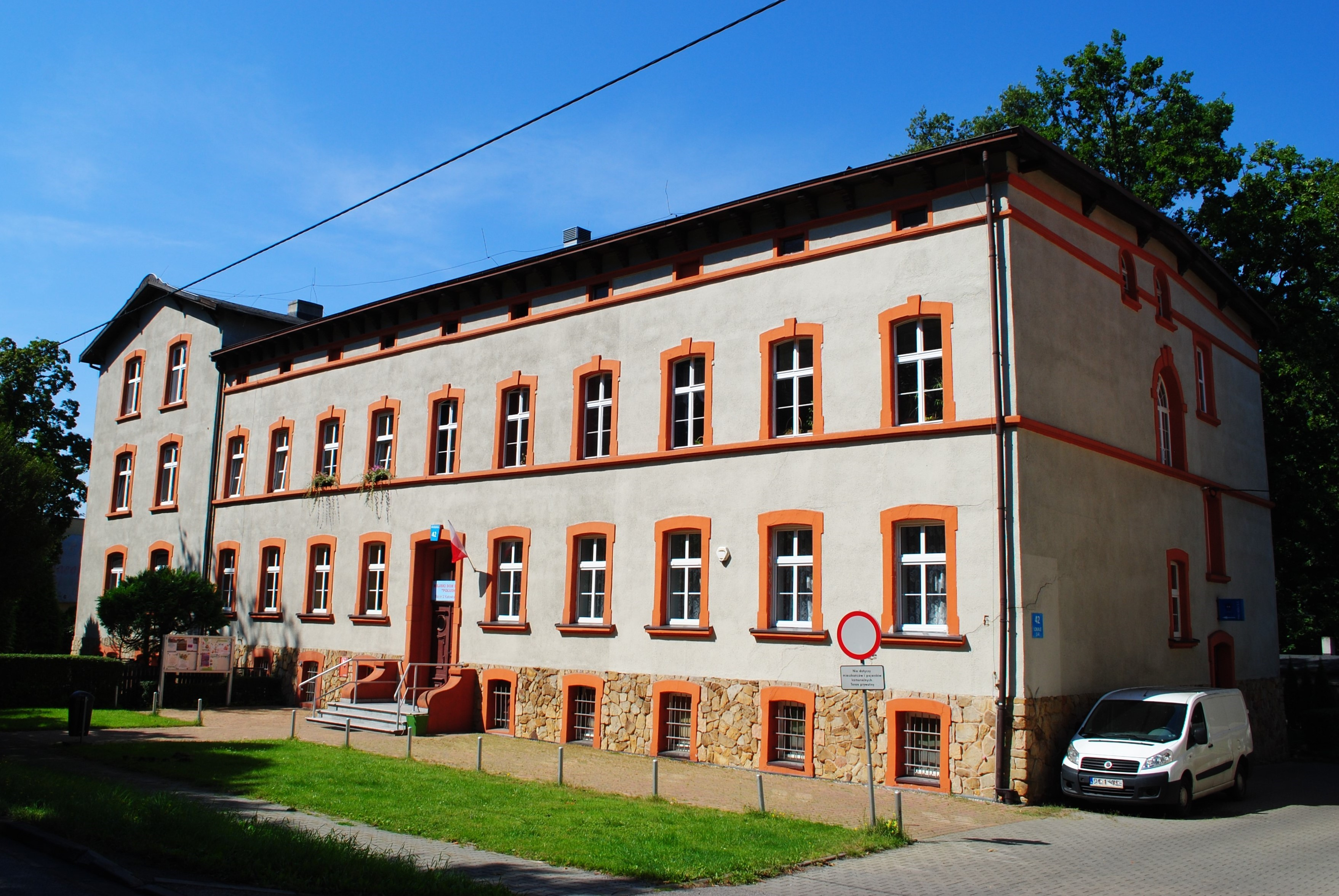
Zabytkowy dom noclegowy przy ulicy P. Kołodzieja 42

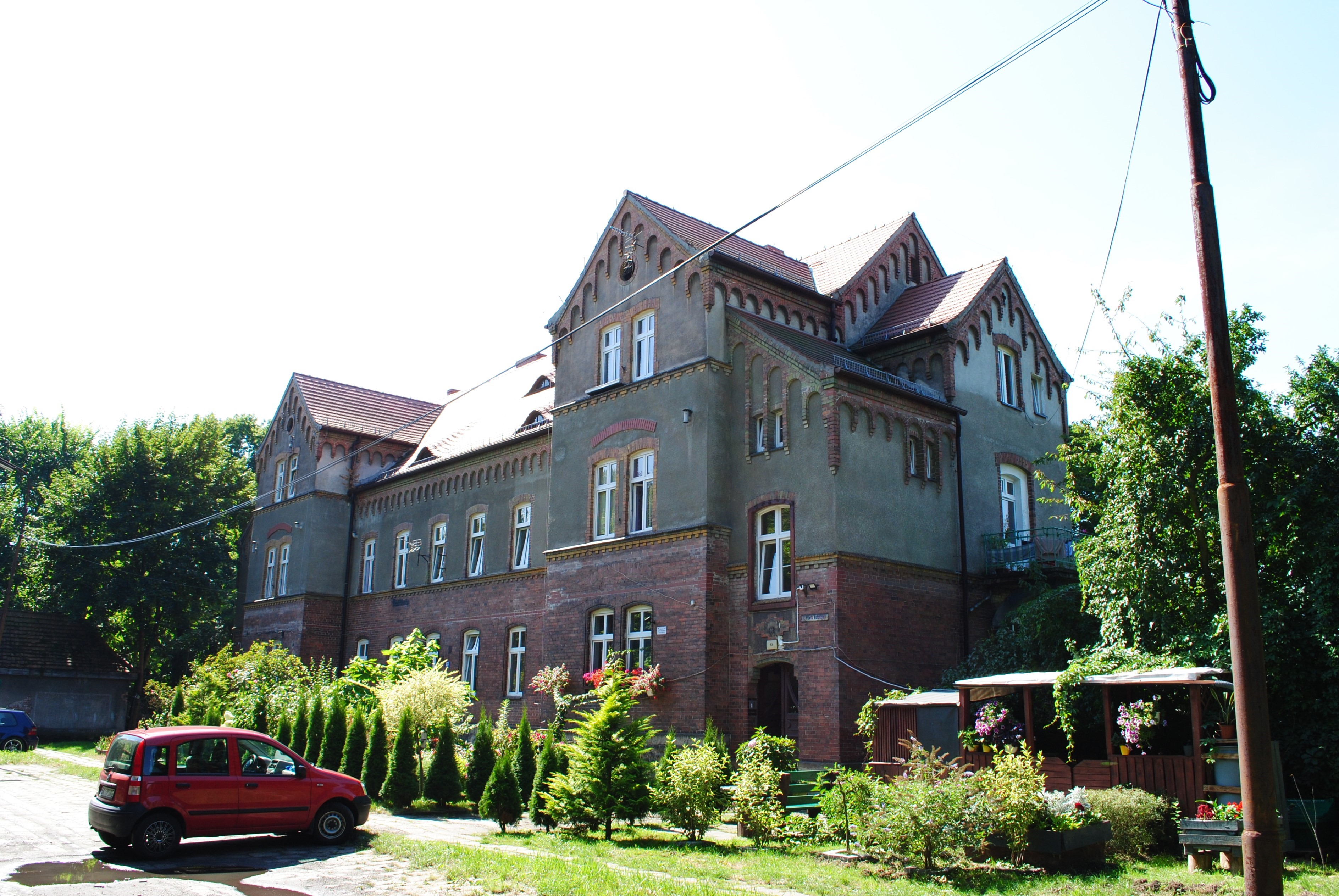
Dom pracowników kopalni przy ulicy P. Kołodzieja 83

- Zabytkowe domy bliźniacze z budynkami gospodarczymi (ul. P. Kołodzieja 18/20, 22/24, 26/28, 30/32 i 34/36) – z lat 1870–1872[31], w stylu modernizmu[54]; są to obiekty wolnostojące, nieogrodzone, wybudowane na rzucie prostokąta, z wysokimi dobudówkami mieszczącymi klatki schodowe; budynki są murowane z cegły, tynkowane, dwukondygnacyjne z wysokim podpiwniczeniem, zwieńczone dachem dwuspadowym krytym dachówką[55]; nr rej. A/868/2021 z 27 sierpnia 2021 roku[53],
- Zabytkowy dom noclegowy (ul. P. Kołodzieja 42) – z 1888 roku, w stylu historyzmu[54]; rozbudowany w 1906 roku; siedziba Filii nr 2 Miejskiego Domu Kultury „Południe” w Katowicach; jest to obiekt powstały na rzucie litery „L”, tynkowany z kamiennym cokołem, o silnie akcentowanych podziałach poziomych, zwieńczony dachem dwuspadowym; korpus główny budynku jest dwukondygnacyjny, z dwunastoosiową fasadą; krótszy korpus jest natomiast trójkondygnacyjny[56]; nr rej. A/868/2021 z 27 sierpnia 2021 roku[53],
- Dom z oficyną (ul. P. Kołodzieja 80) – z III ćwierćwiecza XIX wieku i w późniejszych latach przebudowany[54]; ze skromnymi cechami stylów klasycyzmu i historyzmu; jest to obiekt murowany z cegły, tynkowany, parterowy z facjatą, powstały na planie wydłużonego prostokąta i zwieńczony dachem krytym dachówką[57],
- Dom pracowników kopalni (ul. P. Kołodzieja 83) – z 1902 roku, w stylu historyzmu z elementami neoromańskimi[54]; jest to obiekt wolnostojący, murowany z cegły i nietynkowany na poziomie parteru; zwieńczony jest dachem przeważnie czterospadowym krytym dachówką; znaczącymi detalami gmachu są m.in. pary ryzalitów, fryzy arkadowe, obramienia okiem, a także cokół kamienny[57],
- Dom pracowników kopalni (ul. P. Kołodzieja 89) – z końca XIX wieku, w stylu historyzmu[54]; jest to obiekt wolnostojący, murowany z cegły i tynkowany, piętrowy i zwieńczony dachem dwuspadowym krytym dachówką; wybudowany jest na planie krzyża[58],
- Dom pracowników kopalni (ul. P. Kołodzieja 90) – z końca XIX wieku, w stylu historyzmu[54]; jest to obiekt wolnostojący, murowany z cegły, dwuczłonowy (piętrowy i parterowy), zwieńczony dachem naczółkowym i dwuspadowym krytym dachówką; budynek posiada ceglane lico[58],
- Dom pracowników kopalni (ul. P. Kołodzieja 91) – z końca XIX wieku, w stylu historyzmu[54]; jest to obiekt wolnostojący, murowany z cegły, tynkowany, parterowy, zwieńczony dachem dwuspadowym krytym dachówką[59],
- Cmentarz (ul. P. Kołodzieja) – z około 1930 roku, w stylu modernizmu; powstał na planie wydłużonego prostokąta, z krótką osią poprzeczną skierowaną na grobowiec Walentego Sojki i długą aleją[60].

## Gospodarka i instytucje
W połowie listopada 2023 roku funkcjonowało 48 działalności gospodarczych wpisanych w rejestrze REGON i mających swoją siedzibę przy ulicy P. Kołodzieja, w tym m.in.: Miejski Dom Kultury „Południe” w Katowicach – Filia nr 2 (ul. P. Kołodzieja 42), Górnośląski Klub Sportowy Murcki (ul. P. Kołodzieja 42), Katowicki Klub Morsów „Arktyka” (ul. P. Kołodzieja 42), Przedszkole Niepubliczne „Węgielek” (ul. P. Kołodzieja 89a), firmy handlowe, gabinety medyczne, wspólnota mieszkaniowa czy stacja paliw. Działała tu także m.in.: szkółka leśna (ul. P. Kołodzieja 8b) czy sala zabaw (ul. P. Kołodzieja 44).
Przy ulicy P. Kołodzieja 42, w budynku Filii nr 2 MDK „Południe” w Katowicach siedzibę ma Rada oraz Zarząd Dzielnicy nr 18 Murcki.
Wierni rzymskokatoliccy mieszkający przy ulicy P. Kołodzieja przynależą do parafii Najświętszego Serca Pana Jezusa.